# Blacksad: Under The Skin
Blacksad: Under The Skin è un videogioco d'avventura con prospettiva in terza persona sviluppato da Ys Interactive e Pendulo Studios e pubblicato da Anuman sotto il brand di Microïds per Microsoft Windows, Linux, Mac OS X, PlayStation 4 e Xbox One nel novembre 2019, tratto dalla serie a fumetti Blacksad, creata dagli autori spagnoli Juan Díaz Canales (testi) e Juanjo Guarnido (disegni) e pubblicata dall'editore francese Dargaud.

## Ambientazione
Il videogioco, così come il fumetto, è ambientato nella città di New York nei primi anni 1950, in un mondo popolato da animali antropomorfi. Il protagonista è John Blacksad, un grosso gatto bianco e nero che si guadagna da vivere come investigatore privato. 
Cronologicamente, è ambientato tra gli eventi di Blacksad: Artic Nation e Anima rossa.

### Trama
Joe Dunn, una lince proprietario di un modesto club di pugilato, viene ritrovato morto impiccato. Nel frattempo la giovane promessa della boxe Robert Yale, suo protetto e la sua più grande speranza, prossimo a salire sul ring per l'incontro più importante della sua carriera con il possente campione in carica Al Stone, scompare misteriosamente. Sonia Dunn, l'affascinante figlia ventiquattrenne di Joe, subentra al padre nella gestione della palestra e decide di assumere il detective privato John Blacksad per investigare sulla scomparsa di Yale. È la vigilia del combattimento dell’anno e il club di box, che è in serie difficoltà economiche, dovrà pagare una multa se Robert si ritirerà dall'incontro e dovrà chiudere. Accettato l'incarico, Blacksad scopre subito che in realtà Joe Dunn non si è suicidato ma è stato ammazzato. L'indagine porterà John Blacksad al cuore del mondo, dove la corruzione regna sovrana.

## Modalità di gioco
Blacksad: Under the Skin è un videogioco d'avventura ambientato in un mondo di gioco tridimensionale. La modalità di gioco è stata comparata con i titoli della Telltale Games, così come con L.A. Noire della Team Bondi e con Sherlock Holmes: The Devil's Daughter della Frogwares. In Blacksad non è presente un inventario, e, a differenza dei precedenti titoli di Pendulo Studios, va oltre l'interfaccia punta e clicca in favore di un controllo totale del personaggio.
Blacksad presenta anche dei quick time event sequenze di dialogo a tempo e scene in cui il videogiocatore deve individuare degli indizi nell'ambiente di gioco.
Durante le investigazioni, i sensi felini di John Blacksad permettono al videogiocatore di rallentare lo scorrere del tempo e di percepire indizi visivi nei paraggi, che verranno aggiunti nell'indice degli indizi; il giocatore dovrà poi utilizzare e combinare gli indizi raccolti per giungere a delle conclusioni, sia per raggiungere la fine del gioco e sia per completare missioni secondarie. Il gioco ha sei finali possibili.

## Personaggi
- John Blacksad - Investigatore privato del genere hard-boiled, Blacksad è un grosso gatto nero con una chiazza bianca sul muso. È cresciuto in un quartiere malfamato di New York e ha trascorso buona parte della sua gioventù a scappare dalla polizia. Questo e il servizio prestato durante la Seconda Guerra Mondiale probabilmente spiegano la sua abilità di sparare e di combattere a mani nude sopra la media. Come ogni detective del genere hard-boiled, Blacksad è un accanito fumatore di sigarette e proferisce cinici e taglienti commenti sui mali del mondo intorno a lui. Sfortunato in amore, va in giro con una camicia bianca, una cravatta e impermeabile, e usa lo pseudonimo di John H. Blackmore in diverse false identità, tra cui agente dell'FBI e ispettore sanitario.
- Sonia Dunn - Affascinante figlia 24enne di Joe Dunn, subentrerà a questi nella gestione del club di pugilato da lui fondato. In seguito alla scomparsa della promessa della boxe Bobby Yale, assumerà - su consiglio di Jake Ostiombe - l'investigatore privato Blacksad per ritrovare il pugile scomparso in quanto la mancata partecipazione di questi all'incontro per il titolo contro Stone comporterà una multa salata che la palestra non potrebbe permettersi e che ne comporterebbe il fallimento. Dopo la prematura morte della madre, i suoi rapporti con il padre si sono deteriorati ed è stata cresciuta dall'ex commilitone di Joe Dunn, Timothy "Tim" Thorpe, che  lei chiama "zio". Ha studiato all'università e inizialmente non si fida di Blacksad.
- Joseph Richard Dunn - Joseph Richard "Joe" Dunn è una lince marrone scuro di 47 anni che gestisce dal 1943 una palestra di pugilato a New York. È una persona calma e composta, dall'integrità leggendaria, sebbene la sua vita sia stata segnata dalla prematura morte per malattia della sua amata moglie. È alto 169 cm (5' 5″) e pesa 74 kg (163 lb). A seguito del suo apparente suicidio e della scomparsa della promessa della boxe Bobby Yale, Blacksad verrà ingaggiato dalla figlia di Joe Dunn.
- Robert Yale - Robert "Bobby" Yale è un grosso cane di razza rottweiler di 22 anni che si allena nella palestra di Joe Dunn, per il quale è come un figlio. Figlio del pugile-poeta Avenarius Yale, scomparso dopo aver vinto un incontro quando Bobby aveva solo sei anni, ha avuto una gioventù burrascosa ed è stato addirittura membro di una gang di New York. È stato salvato dalla vita di strada e dalla criminalità da Dunn, che lo ha allenato nel pugilato fino a permettergli di ottenere 20 vittorie di fila (di cui 16 per KO) e sfidare il campione dei pesi massimi[9] Al Stone. Per via del suo colore, è oggetto di atti di razzismo da parte dei suprematisti bianchi della Arctic Nation.
- Weekly – Il compagno d'avventura di Blacksad che appare relativamente spesso. Una puzzolente donnola marrone che detesta acqua e sapone. Ha quasi sempre un atteggiamento ottimista e lavora come muckraker (giornalista d'inchiesta) per un giornale chiamato What's News (gioco di parole tra l'espressione inglese "What's new?" - "Quali nuove?" - e il sostantivo "News", cioè "notizie", che contraddistingue molti quotidiani dei Paesi anglosassoni, come il Daily News).
- Mary Purnell - Donna delle pulizie della palestra di Joe Dunn, è lei che ha scoperto il cadavere del proprietario impiccato. Come secondo lavoro fa la cameriera part-time nella tavola calda "Sam's Diner".
- John Smirnov – Un commissario di polizia e amico di Blacksad. Un pastore tedesco che spesso aiuta Blacksad nel corso delle indagini.
- Jake Ostiombe - Grosso gorilla amico di Blacksad che si allena nella palestra di Dunn, è lui che consiglierà Sonia di assumere l'investigatore privato per ritrovare lo scomparso Bobby Yale.
- Timothy Wilson Thorpe - Nato il 12 novembre 1905 a Walla Walla, Washington, il leone Tim "Braccio d'acciaio" Thorpe era appena diventato il quarterback dei Millestones quando fu chiamato a combattere nella seconda guerra mondiale. Ricevette molte premi e decorazioni per i suoi atti di coraggio come aviatore e cecchino combattendo per 2 anni contro i nazisti, e salvò la vita del commilitone Joe Dunn. Dopo la guerra, ebbe successo con le squadre di football americano dei Valiants e dei Planets: vinse tre trofei stagionali e un paio di riconoscimenti al miglior giocatore. Quando un tragico incidente automobilistico lo lasciò su una sedia a rotelle, paralizzato dalla vita in giù, Thorpe risorse dalle ceneri come agente pubblicitario dei più grandi sportivi d'America, tra cui Helen Moore e Craig Spannow. Dopo la morte della moglie di Joe Dunn ha cresciuto, di fatto, Sonia in vece dell'affranto padre.
- Desmond O'Leary - L'allibratore più ricco di New York, O'Leary è di origine irlandese e fa indossare a tutti i suoi scagnozzi una spilla a forma di shamrock in onore della sua amata Irlanda. Frequentava Helen Moore.
- Eugene Colbert - Un rinoceronte che lavora come guardia del corpo per O'Leary.
- Frank Cassidy - Il tricheco Presidente dell'Associazione di agenti di boxe, e il manager di Al Stone, l'attuale campione del mondo.
- Helen Moore - Nota come la "fidanzatina d'Ameria" (America sweetheart) è una campionessa di tennis che in passato frequentava Desmond O'Leary ma che adesso è fidanzata con il campione dei pesi massimi Al Stone.
- Al Stone - Un toro, attuale campione dei pesi massimi. Fidanzato con Helen Moore, sfiderà tra qualche giorno Robert Yale sul ring.
- Howard M. Farnham II - Ricco imprenditore texano, è un alce che ha deciso di investire nel mondo del pugilato ed è venuto a New York per discuterne con Cassidy. Possiede un casinò a Ding Dong (Texas), ha un debole per l'alcol, frequenta i bordelli (ha, tra l'altro, sposato in seconde nozze una prostituta) e odia i messicani cattolici.

## Sviluppo
Un videogioco ispirato alla serie a fumetti Blacksad venne annunciato dall'editore Microids nel luglio 2017, e il primo teaser trailer venne rivelato nell'agosto 2018. Sviluppato da Ys Interactive e Pendulo Studios, il titolo era originariamente previsto per il quarto trimestre 2018 per Nintendo Switch, PlayStation 4, Xbox One e PC/Mac. Nel giugno 2018, Microids diffuse le prime immagini del videogioco, dal titolo Under the skin (Sotto la pelle). La data di uscita è stata rimandata al 26 settembre 2019 per PC, PS4, Xbox One e Switch. In seguito la pubblicazione è stata nuovamente posticipata, in questo caso al 5 novembre 2019.
L'idea di adattare il fumetto Blacksad in un videogioco fu proposta da Microïds a Pendulo, poiché tale azienda sviluppatrice di videogiochi fa parte dello stesso conglomerato mediatico di Dargaud, l'editore di Blacksad. Lo sviluppatore ha optato per una storia originale di Blacksad, ma pur sempre ispirata e influenzata alla serie a fumetti. Nel febbraio 2019 il gioco risulta in produzione da circa due anni.
Pendulo ha collaborato con i creatori di Blacksad, Juan Díaz Canales e Juanjo Guarnido, per realizzare Under the Skin. Canales ha richiesto una voce profonda per John Blacksad perché il personaggio è un accanito fumatore; il team ha assunto Barry Johnson (il doppiatore del capitano Jeffrey Fowler in Detroit: Become Human) per la versione inglese e Gabriel Jiménez—doppiatore di Hugh Jackman nei film spagnoli—per la versione spagnola.

## Accoglienza

### Recensioni
| Testata                            | Versione | Giudizio |
| ---------------------------------- | -------- | -------- |
| GameRankings (media al 19-12-2019) | PS4      | 59%      |
| GameRankings (media al 19-12-2019) | PC       | 65%      |
| 4Players                           | -        | 85%      |
| GameStar                           | -        | 72%      |
| Jeuxvideo.com                      | -        | 13/20    |
| PC Gamer (USA)                     | -        | 68%      |
| Multiplayer.it                     | -        | 7,0/10   |
| 3DJuegos                           | -        | 6,5/10   |
| Vandal                             | -        | 7/10     |
| MeriStation                        | -        | 5,5/10   |
| Rolling Stone                      | -        | 7/10     |
| The Games Machine                  | -        | 7,6/10   |

La testata giornalistica online italiana Multiplayer.it ha assegnato al titolo un voto di 7/10, apprezzando i dialoghi a risposta multipla, l'atmosfera noir accattivante, il carisma del protagonista e la qualità dell'intreccio narrativo, sottolineando tuttavia l'inefficacia dei quick time event e svariate incertezze tecniche:

### Premi
Il gioco è stato il vincitore del premio "Best Action Adventure Game" alla Gamescom 2019.